# Korekiyo Takahashi
Korekiyo Takahashi (jap. 高橋 是清 Takahashi Korekiyo; ur. 19 września 1854 w Edo, zm. 26 lutego 1936 w Tokio) – japoński ekonomista i polityk. Prezes Banku Japonii (1911–1913); premier Japonii (1921–1922).
Był nieślubnym synem oficjalnego malarza w rezydencji siogunów rodu Tokugawa. Został adoptowany przez samuraja z klanu Sendai.
W wieku 11 lat udał się do Jokohamy, aby uczyć się języka angielskiego w prywatnej szkole stworzonej przez Jamesa Curtisa Hepburna i jego żonę Clarę, a trzy lata później wyjechał do Stanów Zjednoczonych.
Po studiach w Stanach Zjednoczonych pracował w Ministerstwie Edukacji, a następnie w Ministerstwie Rolnictwa i Handlu. W 1887 r. został dyrektorem Biura Patentowego, a w 1892 r. przeniósł się do Bank of Japan i w 1899 r. został jego wiceprezesem. Wykazał się tam wysokimi kwalifikacjami w pozyskiwaniu kredytów zagranicznych na wojnę z Rosją (1904-1905).
Następnie przez pięć lat był prezesem Yokohama Specie Bank, a w 1911 r. został prezesem Banku Japonii.
W następnych latach pełnił ważne funkcje polityczne: ministra finansów i przewodniczącego Konstytucyjnego Stowarzyszenia Przyjaciół Polityki. W 1921 r. został premierem oraz następnie ministrem rolnictwa i handlu oraz ministrem finansów w kilku kolejnych gabinetach.
Jednym z celów jego polityki finansowej była kontrola wydatków militarnych, co stawiało go w opozycji do tego środowiska i doprowadziło do zabicia go w trakcie próby zamachu stanu w 1936 r., zwanej „incydentem z 26 lutego”.